# Comuna Biloțerkivți, Pîreatîn
Biloțerkivți (în ucraineană Білоцерківці) este o comună în raionul Pîreatîn, regiunea Poltava, Ucraina, formată din satele Biloțerkivți (reședința) și Iațînî.

## Demografie
Componența lingvistică a comunei Biloțerkivți
     Ucraineană (98,03%)
     Rusă (1,64%)
     Alte limbi (0,33%)
Conform recensământului din 2001, majoritatea populației comunei Biloțerkivți era vorbitoare de ucraineană (98,03%), existând în minoritate și vorbitori de rusă (1,64%).